# Megalothorax
Megalothorax es un género de Collembola en la familia Neelidae. El mismo comprende unas 12 especies descriptas.

## Especies
Estas 12 especies pertenecen al género Megalothorax:
- Megalothorax aquaticus Stach, 1951 g
- Megalothorax carpaticus g
- Megalothorax draco g
- Megalothorax granulosus Schneider & D'Haese, 2013 g
- Megalothorax hipmani g
- Megalothorax massoudi Deharveng, 1978 g
- Megalothorax minimus Willem, 1900 i c g b
- Megalothorax nigropunctatus Schneider & D'Haese, 2013 g
- Megalothorax sanguineus Schneider, Porco & Deharveng, 2016 g
- Megalothorax svalbardensis Schneider & D'Haese, 2013 g
- Megalothorax tatrensis g
- Megalothorax tuberculatus Deharveng & Beruete, 1993 g

Fuentes de información: i = ITIS, c = Catalogue of Life, g = GBIF, b = Bugguide.net